# Forte di São João do Arade

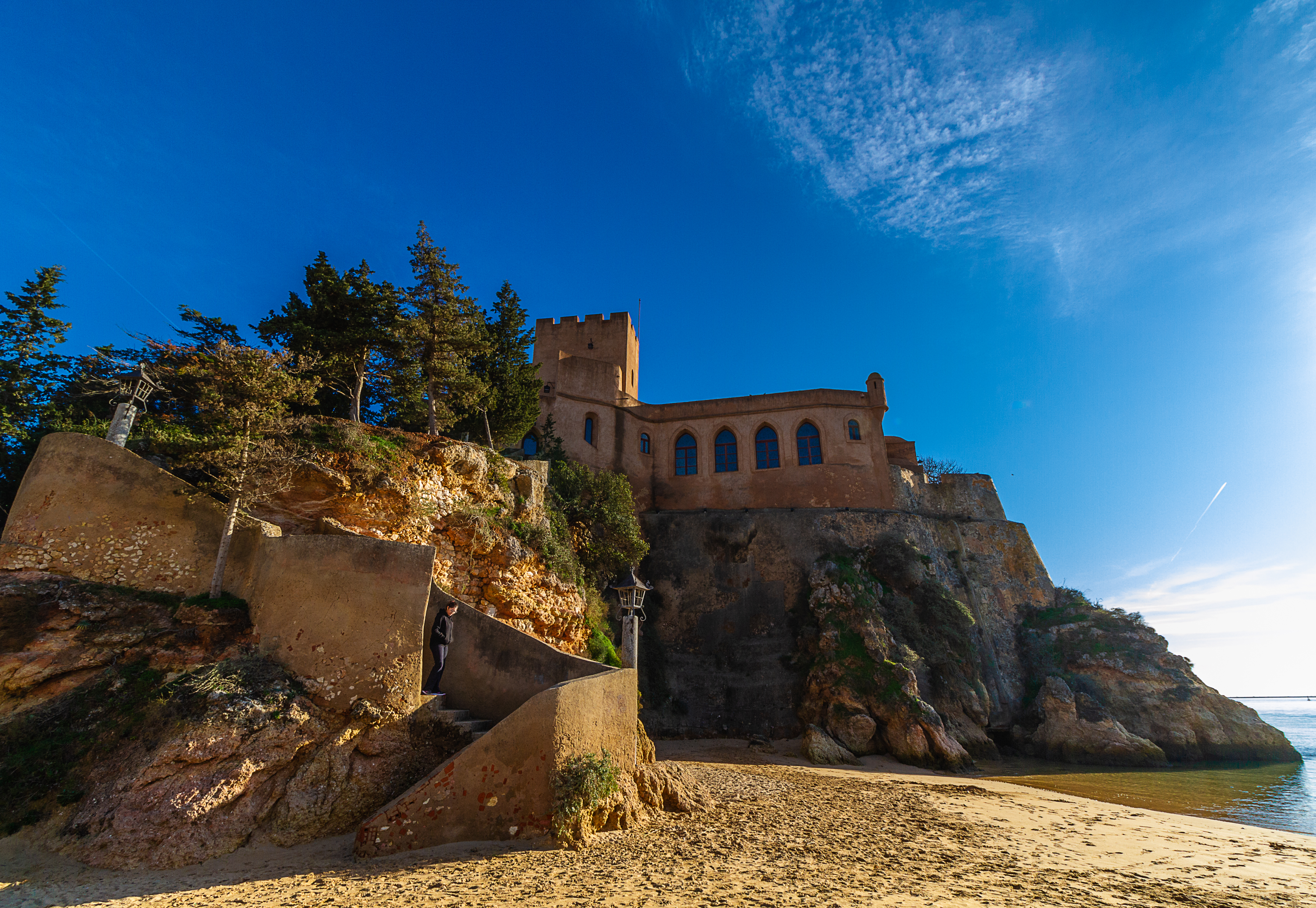
Veduta del Forte di São João do Arade a Ferragudo

Il Forte di São João do Arade (in portoghese Forte de São João do Arade), talvolta indicato come Castello di Arade, è una fortificazione medievale situata nella parrocchia civile di Ferragudo, nel comune portoghese di Lagoa, in Algarve.

## Storia

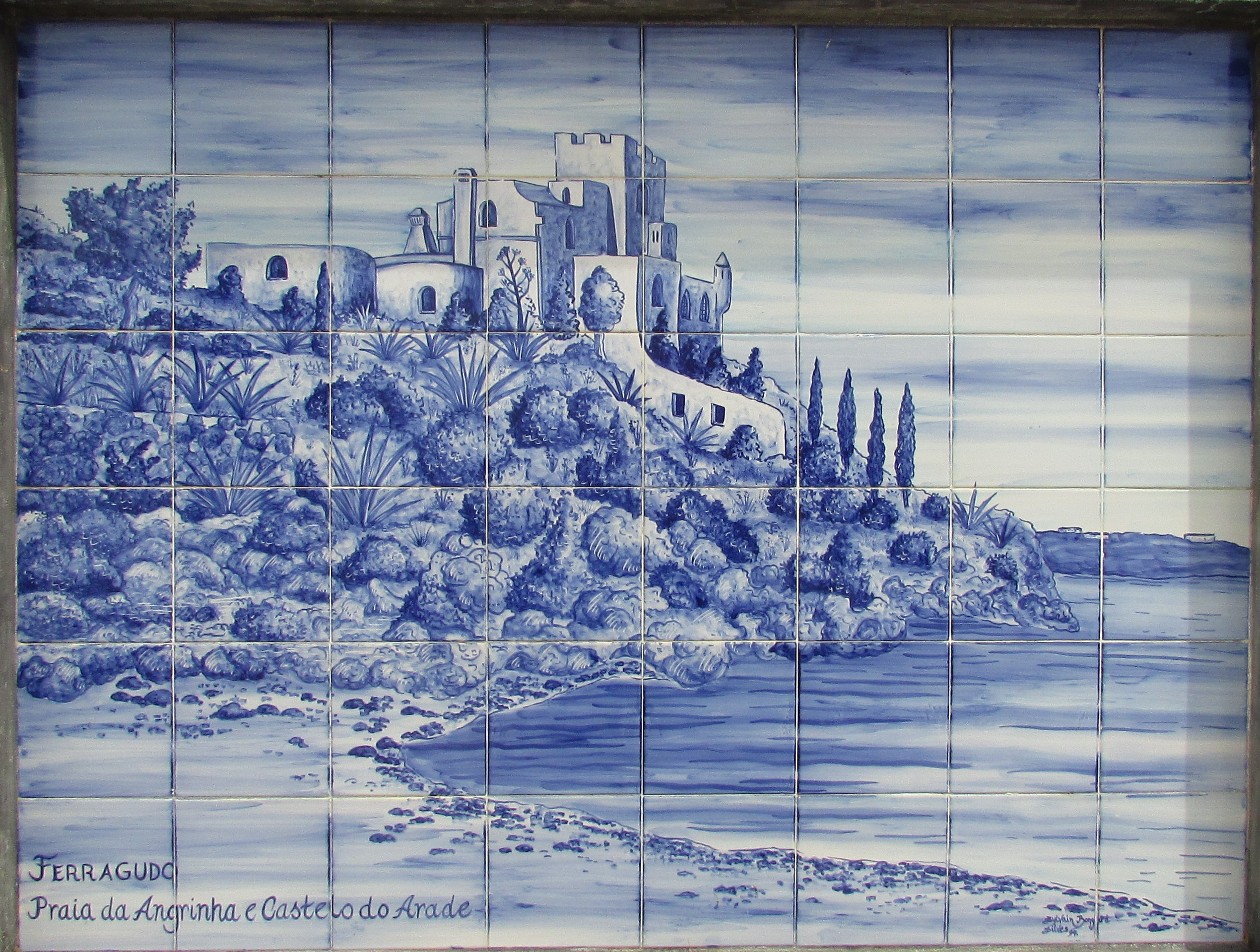
Il Forte riprodotto con gli azulejos a Ferragudo

La prima fortificazione del sito consisteva in una torre di guardia eretta sotto il regno di Giovanni II del Portogallo. In seguito, dopo l'insediamento di Ferragudo (intorno al 1520), si ritiene che il castello sia stato circondato da una cinta muraria (costruita sui muri rudimentali delle mura più antiche): da qui il nome originario di Castello di Arade.
Le origini del Forte di Arade (o Ferragudo, come è anche conosciuto) risalgono agli inizi del XVII secolo, quando il Portogallo era parte dei territori controllati dalla dinastia asburgica. In questo contesto storico si pose la necessità di difendere la costa della penisola dagli attacchi di pirati e corsari al servizio delle potenze ostili. Tuttavia, nonostante vari progetti elaborati nei primi decenni del XVII secolo, non fu costruita alcuna fortezza a causa dell'indecisione se collocare la fortificazione sul margine sinistro o destro (posizione di Vila Nova de Portimão).
La guerra di restaurazione portoghese, ancora una volta, giustificò la costruzione di una nuova fortezza. Fu nel 1640 che arrivò l'ordine di costruire una fortificazione da parte del re Giovanni IV; la fortezza fu costruita per sostituire il Castello di Ferragudo (portoghese: Castelo de Ferragudo) che aveva perso la sua efficacia. Questo baluardo fu eretto a valle su una piattaforma rocciosa, ma gli effetti dell'erosione e delle tempeste atlantiche (in particolare una violenta tempesta del 1669) causarono gravi danni al baluardo originale.
Il terremoto di Lisbona del 1755 non provocò alcun danno, rispetto a molti edifici/strutture lungo la costa meridionale, in parte grazie alla sua costruzione su roccia morbida. Nel 1821, il forte rimase attivo, con due batterie pesantemente armate sul suo livello superiore.
L'area era anche un punto di transito per le imbarcazioni che lasciavano il fiume Arade, rendendola responsabile del traffico fluviale che entrava e usciva da Silves. Ma questo ruolo fu fugace; dopo la Convenzione di Evoramonte del 1834, con la quale si poneva termine alle Guerre Liberali, il forte cadde in disuso e fu declassato nel 1896. Da allora la sua storia fu di lento deterioramento e abbandono, che culminò nel 1896, con la sua vendita pubblica: fu venduto all'asta pubblica per 600.000 reis.
Dopo la vendita, fu adattato come residenza estiva dal poeta Joaquim José Coelho de Carvalho, che intraprese ampi lavori di ristrutturazione per creare una residenza che riflettesse il suo gusto personale. Ancora in mani private, nel 1975 è stato classificato come edificio storico dall'Instituto Português do Património Arquitectónico (IPPAR), precursore dell'IGESPAR.
Oggi, però, è praticamente abbandonato: l'autorità locale ha presentato una petizione per la sua trasformazione in centro culturale; nel 1976, la Junta Freguesia de Ferragudo ha sollecitato il governo nazionale per occupare il forte.